# 安妮黛爾 (喬治亞州)
安妮黛爾（英語：Anniedelle）是位於美國喬治亞州弗洛伊德縣的一個非建制地區。該地的面積和人口皆未知。

## 地理
安妮黛爾的座標為34°13′03″N 85°23′51″W / 34.21750°N 85.39750°W，而該地的平均海拔高度為176米（即577英尺）。